# Mary Hobry
Mary Hobry (... – 2 marzo 1688) è stata un'ostetrica inglese. Nel tardo XVII secolo divenne nota per aver ucciso il marito violento, un crimine che le costò la vita e che lasciò numerose tracce nella letteratura del periodo.

## Biografia
Mary era una cattolica di origini francesi che viveva a Londra con il marito Denis Hobry. L'uomo era alcolizzato e violento e in più occasioni sperperò il denaro guadagnato dalla moglie e ne abusò fisicamente. Il disagio era tale che, per sua stessa ammissione, Mary Hobry considerò la fuga o il suicidio, arrivando anche a minacciare il marito di morte qualora le violenze non finissero. Chiese la separazione, ma Denis gliela rifiutò.
La notte del 27 gennaio 1687 il marito tornò a casa ubriaco e, dopo averla colpita, tentò di violentarla. Quando Mary si oppose lui reagì con forza, picchiandola fino a farla sanguinare. Più tardi quella notte, la donna strangolò Denis, lo decapitò e gli mozzò gli arti. Il figlio della coppia le consigliò di non gettare le parti del corpo nel fiume e Mary Hobry nascose il torso in un letamaio e la testa e gli arti in diverse latrine del Savoy Palace.
Tuttavia, il cadavere fu identificato e Mary fu arrestata il 22 febbraio 1687. Si dichiarò colpevole e il giorno dopo fu condannata a morte. Dal XIV secolo l'omicidio di un marito da parte di una moglie veniva punito non come omicidio, ma come petty treason ("piccolo tradimento") a causa delle implicazioni sociali e ramificazioni gerarchiche del gesto. Di conseguenza la pena non fu l'impiccagione, destinata alle assassine, ma il rogo, destinato alle traditrici. Fu bruciata viva il 2 marzo 1688.

## Nella cultura di massa
L'omicidio di un uomo dalla parte della moglie era un fatto raro e destò grande interesse e scalpore tra i contemporanei. Nonostante il clima di abusi e violenza in cui viveva, Mary Hobry ricevette pochissima simpatia dalle cronache dell'epoca. Una versione edulcorata del suo interrogatorio fu data alle stampe da Roger L'Estrange con il titolo A Hellish Murder (Un omicidio infernale) e dall'accaduto il poeta Elkanah Settle trasse i versi An Epilogue to the French Midwife's Tragedy.